# Elwood, New York
Elwood är en ort i Suffolk County i delstaten New York, USA.